# Wpis
Wpis (skrót od „Wiara, Patriotyzm i Sztuka”) – polski miesięcznik o tematyce społeczno-politycznej wydawany od 2010 r. w Krakowie. Ukazuje się w połowie miesiąca. Redaktorem prowadzącym jest Adam Sosnowski.

## Historia
Ukazuje się od grudnia 2010 r., początkowo jaku dwumiesięcznik, a od 2012 r. jako miesięcznik. Siedziba redakcji jest w Krakowie, a wydawcą miesięcznika „Wpis” jest krakowskie wydawnictwo Biały Kruk. Profil pisma jest konserwatywno-katolicki, „Wpis” uchodzi za miesięcznik opinii. Początkowo był dostępny jedynie w prenumeracie indywidualnej, od 2014 r. można go nabyć również w sprzedaży detalicznej, choć główną drogą dystrybucji pozostaje prenumerata (ok. 80% nakładu).

## Redakcja
Redaktorem prowadzącym „Wpisu” jest Adam Sosnowski. Oprócz tego do miesięcznika „Wpis” regularnie piszą Andrzej Nowak, Krzysztof Szczerski, Krzysztof Ożóg, Leszek Sosnowski, Janusz Szewczak, Waldemar Chrostowski, Paweł Stachnik, Jolanta Sosnowska, Iza Kozłowska, Henryk Kocój, Jerzy Kruszelnicki, Jakub Maciejewski, Marek Deszczyński, Czesław Ryszka, Wojciech Polak, Wojciech Roszkowski czy Aleksander Nalaskowski. Członkiem redakcji jest także fotograf Adam Bujak.
Okładka miesięcznika zawsze ukazuje zdjęcie portretowe osoby związanej merytorycznie z aktualnym numerem „Wpisu".
Oprócz wywiadów, aktualnych artykułów politycznych i tekstów historycznych, stałe miejsce w każdym wydaniu zajmuje także rubryka „Światopodgląd”, w której przedstawiane są informacje z prasy zagranicznej, które nie przebiły się do innych polskich mediów.